# Gronewald (Bergisch Gladbach)
Gronewald  ist ein Ortsteil im Stadtteil Herkenrath von Bergisch Gladbach.

## Geschichte
Gronewald wurde urkundlich erstmals im 13. Jahrhundert als Grunewald erwähnt. Im Urkataster findet sich die hochmittelalterliche Siedlungsgründung als Am Grünenwald. Der Siedlungsname leitet sich ab von dem althochdeutschen Wort gruoen (= groß werden, grünen) bzw. den mittelhochdeutschen Wort gruo/gruonen (= grün/frisch sein) und bedeutet „grüner Wald“ oder „Jungwald“.
Laut der Uebersicht des Regierungs-Bezirks Cöln besaß der als Bauergut kategorisierte Ort 1845 ein Wohnhaus. Zu dieser Zeit lebten zehn Einwohner im Ort, alle katholischen Glaubens. Die damalige Schreibweise des Ortsnamens lautete Gronenwald.